# تایتان‌های نوجوان به پیش!
تایتان‌های نوجوان به پیش! (به انگلیسی: !Teen Titans Go) نام یک مجموعه تلویزیونی انیمیشن کمدی و ماجراجویی آمریکایی است که در ۲۳ آوریل ۲۰۱۳ بر اساس دی سی کامیکس و تیم افسانه ای تایتان های نوجوان ساخته شد.

## تمام سینمایی ها و سریال ها از این مجموعه
انیمیشن سریالی تایتان های نوجوان محصول سال 2003-2006
انیمیشن سینمایی تایتان های نوجوان : مشکلی در توکیو محصول سال 2006
انیمیشن سریالی تایتان های نوجوان به پیش محصول سال 2013 تا کنون
انیمیشن سینمایی تایتان های نوجوان پیش به سوی سینما محصول سال 2018
انیمیشن سینمایی تایتان های نوجوان در برابر تایتان های نوجوان به پیش محصول سال 2018
انیمیشن سینمایی تایتان های نوجوان پیش به سوی دیدن هرج و مرج فضایی محصول سال 2021

## شخصیت‌ها
رابین: (صدا توسط اسکات منویل) یک شخصیت خیالی ابرقهرمان است که در کتب کمیک دی‌سی کامیکس وجود دارد. در واقع هر وقت کسی دستیار بتمن می‌شود، لباس رابین را برای مدتّی موقتی می‌پوشد و بعد با لباس و اسم جدیدی دوباره خود را به مردم نشان می‌دهد.او در این مجموعه عاشق استارفایر است و تنها در بعضی قسمت ها عشق آنها به تصویر کشیده شده است و در بعضی قسمت های دیگر عشقی به هم نداشته اند. اما با این حال در مجموعه تایتان های نوجوان آنها با هم رابطه واقعی داشته اند.
بیست بوی: (صدا توسط گرگ سیپس) یک شخصیت خیالی ابرقهرمان است که در کتب کامیک دی‌سی کامیکس وجود دارد؛ و برای اولین بار، در شمارهٔ ۹۹ مجلهٔ کمیک‌های گشت رستاخیز (The Doom Patrol) در نوامبر ۱۹۶۵ معرفی شد. او توانایی دارد به هر حیوانی که وجود داشته تغیر شکل داده (در یک قسمت به انسان تغیر شکل داده)در یعضی قسمت های این مجموعه بیست بوی عاشق ریون است و قسمت های دیگر حسی به او ندارد.
سایبورگ: (صدا توسط کاری پیتون) یک ابرقهرمان خیالی است که در کتب کامیک دی‌سی کامیکس وجود دارد؛او در تیم هایی مانند(The Doom patrol)و(TEEN TITANS)بوده و به دلیل محبوبیت در ریبوت ها او را عضو لیگ عدالت (Justice Leage) معرفی کرده اند،و برای اولین بار، در شمارهٔ ۲۶ مجلهٔ کامیک‌های دی‌سی کامیکس پرزنت در اکتبر ۱۹۸۰ معرفی شد.
ریون: (صدا توسط تارا استرانگ) یک ابر قهرمان داستانی است که در کتب کامیک دی‌سی کامیکس وجود دارد؛ و برای اولین بار، در شمارهٔ ۲۶ مجلهٔ کامیک‌های دی‌سی کامیکس پرزنت در اکتبر ۱۹۸۰ معرفی شد؛ و توسط مارو وولفمن و جورج پرز ساخته شده‌است. او پدری شیطان (ترایگان) و مادری زمینی (آرلا) دارد، ریون دارای قدرت دورآگاهی است. او عضو برجسته تایتان‌های نوجوان است. او همچنین با نام مستعار ریچل راث شناخته می‌شود.در این مجموعه ریون در بعضی قسمت ها عاشق بیست بوی است و در قسمت های دیگر معشوقه هم نیستند.
استارفایر: (صدا توسط هایدن والش) یک ابر قهرمان داستانی است که در کتب کامیک دی‌سی کامیکس وجود دارد؛ و برای اولین بار، در شمارهٔ ۲۶ مجلهٔ کامیک‌های دی‌سی کامیکس پرزنت در اکتبر ۱۹۸۰ معرفی شد؛ و توسط مارو وولفمن و جورج پرز ساخته شده‌است. در بعضی قسمت ها استارفایر عاشق رابین است و در قسمت هایی دیگر حسی به او ندارد، با این حال در تایتان های نوجوان رابطه آنها تقریباً جدی و واقعی است.

## موضوع اصلی
تایتان‌ها به پیش انیمیشنی سریالی است. این انیمیشن ماجراجویی‌های این نوجوانان را در جامپ سیتی، بدون دخالت بزرگسالان به تصویر می‌کشد. و سعی دارد از نگاه پنج نوجوان به مسائل و مشکلات مختلف جامعه امروزی و حتی گذشته و عقاید مختلف به پردازد وهر ایپیزود از هیچ قانون خاصی تبعیت نمی‌کند .